# 三野町勢力
三野町勢力（みのちょうせいりき）は、徳島県三好市の町名。郵便番号は771-2303。

## 地理
北は三野町太刀野山、西は三野町芝生、東は三野町加茂野宮、南は吉野川を挟んで三好郡東みよし町にそれぞれ接する。

### 河川
- 吉野川
- 中鳥川

### 小字
- 上野
- 中
- 西
- 東
- 南

## 歴史
- 2006年（平成18年）3月1日 - 三好郡三野町が池田町・山城町・井川町・東祖谷山村・西祖谷山村と合併して三好市が発足し、現在の町名となる。

## 世帯数と人口
2021年（令和3年）11月30日現在の世帯数と人口は以下の通りである。
| 町丁       | 世帯数  | 人口  |
| ---------- | ------- | ----- |
| 三野町勢力 | 175世帯 | 437人 |

## 小・中学校の学区
市立小・中学校に通う場合、学区は以下の通りとなる。
| 番地 | 小学校             | 中学校             |
| ---- | ------------------ | ------------------ |
| 全域 | 三好市立芝生小学校 | 三好市立三野中学校 |

## 施設
- 長生園
- 青蓮寺

## 交通

### 鉄道
- 地内に鉄道はなく、最も最寄駅はJR徳島線の江口駅である。

### 道路
高速道路
- 徳島自動車道

都道府県道
- 徳島県道12号鳴門池田線